# Ірландська футбольна асоціація
Ірландська футбольна асоціація (англ. Irish Football Association, IFA) — організація, що здійснює контроль і управління футболом у Північній Ірландії. Заснована в 1880 році. Штаб квартира розташована в місті Белфасті. Асоціація контролює проведення національного чемпіонату і кубкових турнірів, а також підготовку збірних команд Північної Ірландії з футболу.
Ірландська футбольна асоціація — четверта за віком національна футбольна асоціація в світі після англійської, шотландської та валійської. Спільно з ними та ФІФА входить у Міжнародну раду футболу, яка відповідає за правила гри у футбол.

## Історія
До 1921 року ІФА представляла всю Ірландію. В 1921—1950 претендувала на представництво всієї Ірландії паралельно зі новоствореною Футбольною асоціацією Ірландії, яка нині керує збірною Ірландії; багато гравців грали за обидві збірні. З 1950 року після втручання ФІФА за збірну стали грати футболісти лише з Північної Ірландії. До 1953 року виступала під назвою «Збірна Ірландії»; потім ФІФА ухвалила рішення, що жодна з двох ірландських збірних не може носити таку назву. Нинішня збірна Ірландії з футболу офіційно називається «збірна Республіки Ірландія».